# Magniezia africana
Magniezia africana är en kräftdjursart som först beskrevs av Théodore Monod 1945.  Magniezia africana ingår i släktet Magniezia och familjen Stenasellidae. Inga underarter finns listade i Catalogue of Life.